# Mitchell Lichtenstein
Mitchell Lichtenstein est un acteur et réalisateur américain né le 10 mars 1956 à Cleveland. Il est le fils de Roy Lichtenstein.

## Filmographie
Comme acteur
- 1983 : Streamers de Robert Altman : Richie
- 1983 : La Loi des seigneurs (en) de Franc Roddam
- 1993 : Garçon d'honneur d'Ang Lee : Simon
- 1996 : Ratchet de John Johnson : Tim Greenleaf
- 1999 : Personne n'est parfait(e) de Joel Schumacher

Comme réalisateur
- 2007 : Teeth
- 2009 : Happy Tears
- 2015 : The Daughter (Angelica)